# IC 1105
IC 1105 је лентикуларна галаксија у сазвјежђу Змија која се налази на листи објеката дубоког неба у Индекс каталогу.
Деклинација објекта је + 4° 17' 17" а ректасцензија 15h 13m 13,8s. Привидна величина (магнитуда) објекта IC 1105 износи 13,9 а фотографска магнитуда 14,9. IC 1105 је још познат и под ознакама MCG 1-39-7, CGCG 49-53, NPM1G +04.0459, KCPG 459B, PGC 54338.